# Alexander Larín
Alexander Vidal Larín Hernández (San Salvador, 27 giugno 1992) è un calciatore salvadoregno, centrocampista del Comunicaciones.

## Carriera

### Nazionale
Ha partecipato a quattro edizioni della CONCACAF Gold Cup (2013, 2015, 2017 e 2021).

## Palmarès

### Club

#### Competizioni internazionali
- CONCACAF League: 1

Comunicaciones: 2021